# Karel van Hessen-Kassel (1654-1730)
Karel (Duits: Karl von Hessen-Kassel) (Kassel, 3 augustus 1654 - aldaar, 23 maart 1730) was van 1670 tot 1730 landgraaf van Hessen-Kassel.

## Leven

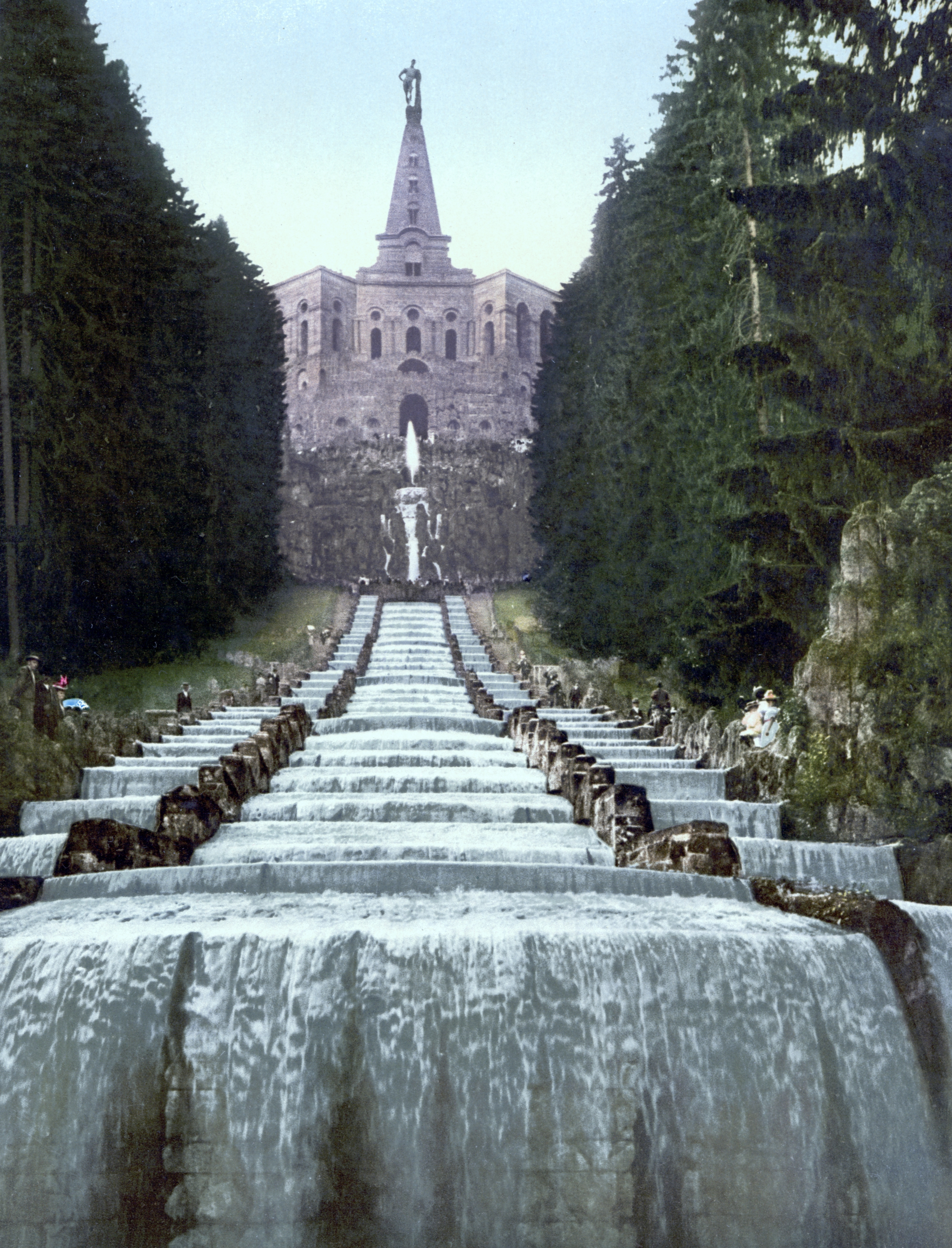
Herculesmonument en watervallen in het Bergpark Wilhelmshöhe

Hij was de tweede zoon van landgraaf Willem VI en Hedwig Sophie van Brandenburg, dochter van George Willem van Brandenburg. In 1670 volgde hij zijn oudere broer Willem VII op als landgraaf van Hessen-Kassel. Hij bouwde een groot leger op dat streed in onder meer de Spaanse Successieoorlog. Na zijn dood in 1730 werd hij opgevolgd door zijn oudste overlevende zoon Frederik I, die sinds 1720 al koning van Zweden was.
Onder het bewind van Karel van Hessen-Kassel werd een begin gemaakt met de aanleg van het Bergpark Wilhelmshöhe.
Karel was een orthodox calvinist.  Reeds vanaf 1672 voerde hij  wetten in om de  zondagsheiliging te handhaven, zonder veel succes. Ook Karels initiatief,  om de plaats Bad Karlshafen tot een grote havenstad aan de Wezer te ontwikkelen,  bleek een mislukking.  In 1722 voerde Karel  in Hessen als één der eerste Europese monarch een, weliswaar tot lezen en schrijven beperkte, algemene  leerplicht in. Karl liet relatief veel uit Frankrijk om geloofsredenen gevluchte Hugenoten in zijn land toe.

## Huwelijk en kinderen
Karel trouwde in 1673 met Maria Anna van Koerland (1653-1711), dochter van Jacob Kettler. Uit dit huwelijk werden geboren:
- Wilhelm (1674–1676)
- Karel (1675–1677)
- Frederik I van Zweden (1676-1751), tevens landgraaf van Hessen-Kassel
- Christian (1677-1677)
- Sophie Charlotte (1678–1749), gehuwd in 1704 met Frederik Willem van Mecklenburg-Schwerin (1675-1713)
- Karel (1680–1702)
- Willem VIII van Hessen-Kassel (1682-1760)
- Leopold (1684–1704)
- Lodewijk (1686–1706)
- Maria Louise (1688-1765), gehuwd in 1709 met Johan Willem Friso van Nassau-Dietz (1687-1711)
- Maximiliaan (1689–1753)
- George (1691–1755)
- Eleonore (1694-1694)
- Wilhelmine Charlotte (1695–1722)

## Voorouders
| Voorouders van Karel van Hessen-Kassel | Voorouders van Karel van Hessen-Kassel                                                     | Voorouders van Karel van Hessen-Kassel                                                     | Voorouders van Karel van Hessen-Kassel                                                           | Voorouders van Karel van Hessen-Kassel                                                           | Voorouders van Karel van Hessen-Kassel                                              | Voorouders van Karel van Hessen-Kassel                                              | Voorouders van Karel van Hessen-Kassel                                              | Voorouders van Karel van Hessen-Kassel                                              |
| -------------------------------------- | ------------------------------------------------------------------------------------------ | ------------------------------------------------------------------------------------------ | ------------------------------------------------------------------------------------------------ | ------------------------------------------------------------------------------------------------ | ----------------------------------------------------------------------------------- | ----------------------------------------------------------------------------------- | ----------------------------------------------------------------------------------- | ----------------------------------------------------------------------------------- |
| Overgrootouders                        | Maurits van Hessen-Kassel (1572-1632) ∞ 1593 Agnes van Solms-Laubach (1578-1602)           | Maurits van Hessen-Kassel (1572-1632) ∞ 1593 Agnes van Solms-Laubach (1578-1602)           | Filips Lodewijk II van Hanau-Münzenberg (1576-1612) ∞ Catharina Belgica van Nassau (1578 – 1648) | Filips Lodewijk II van Hanau-Münzenberg (1576-1612) ∞ Catharina Belgica van Nassau (1578 – 1648) | Johan Sigismund van Brandenburg (1572–1620) ∞ 1594 Anna van Pruisen (1576–1625)     | Johan Sigismund van Brandenburg (1572–1620) ∞ 1594 Anna van Pruisen (1576–1625)     | Frederik IV van de Palts (1574–1610) ∞ 1593 Louise Juliana van Nassau (1576–1644)   | Frederik IV van de Palts (1574–1610) ∞ 1593 Louise Juliana van Nassau (1576–1644)   |
| Grootouders                            | Willem V van Hessen-Kassel (1602-1637) ∞ Amalia Elisabeth van Hanau-Münzenberg (1602-1651) | Willem V van Hessen-Kassel (1602-1637) ∞ Amalia Elisabeth van Hanau-Münzenberg (1602-1651) | Willem V van Hessen-Kassel (1602-1637) ∞ Amalia Elisabeth van Hanau-Münzenberg (1602-1651)       | Willem V van Hessen-Kassel (1602-1637) ∞ Amalia Elisabeth van Hanau-Münzenberg (1602-1651)       | Georg Willem van Brandenburg (1595–1640) ∞ 1646 Elisabeth Charlotte van de Palts    | Georg Willem van Brandenburg (1595–1640) ∞ 1646 Elisabeth Charlotte van de Palts    | Georg Willem van Brandenburg (1595–1640) ∞ 1646 Elisabeth Charlotte van de Palts    | Georg Willem van Brandenburg (1595–1640) ∞ 1646 Elisabeth Charlotte van de Palts    |
| Ouders                                 | Willem VI van Hessen-Kassel (1629-1663) ∞ Hedwig Sophie van Brandenburg (1623–1683)        | Willem VI van Hessen-Kassel (1629-1663) ∞ Hedwig Sophie van Brandenburg (1623–1683)        | Willem VI van Hessen-Kassel (1629-1663) ∞ Hedwig Sophie van Brandenburg (1623–1683)              | Willem VI van Hessen-Kassel (1629-1663) ∞ Hedwig Sophie van Brandenburg (1623–1683)              | Willem VI van Hessen-Kassel (1629-1663) ∞ Hedwig Sophie van Brandenburg (1623–1683) | Willem VI van Hessen-Kassel (1629-1663) ∞ Hedwig Sophie van Brandenburg (1623–1683) | Willem VI van Hessen-Kassel (1629-1663) ∞ Hedwig Sophie van Brandenburg (1623–1683) | Willem VI van Hessen-Kassel (1629-1663) ∞ Hedwig Sophie van Brandenburg (1623–1683) |
| Karel van Hessen-Kassel (1654-1730)    |                                                                                            |                                                                                            |                                                                                                  |                                                                                                  |                                                                                     |                                                                                     |                                                                                     |                                                                                     |